# 朴栖甫
朴栖甫（韩语：박서보；1931年11月15日2023年10月14日），原名朴在弘（박재홍），韩国画家、艺术教育家，韩国单色画运动（Dansaekhwa）的核心奠基者之一。

## 早年生活与教育
朴栖甫出生于日治朝鲜庆尚北道醴泉郡。1950年考入首尔弘益大学绘画系，师从抽象画家金焕基（Kim Whanki）。同年朝鲜战争爆发，学业中断并被征入伍。战后重返大学，1954年毕业于西方绘画专业。为避免再次被征召，他将本名“朴在弘”改为“朴栖甫”。战争期间物资匮乏，他曾以饭盒为画布创作自画像，该作品后被盗遗失。

## 艺术生涯

### 早期运动与欧洲经历
1957年，朴栖甫参与创立“现代艺术家协会”（Contemporary Artists Association），推动韩国无具形艺术运动（Art Informel）。该运动强调触觉与冥想，成为单色画运动的前奏。  
1961年获联合国教科文组织奖学金赴巴黎，参加“世界青年画家”驻留计划。旅居期间受安东尼·塔皮埃斯等欧洲艺术家影响，并利用废弃材料创作，如用旧丝袜烘烤制成类似烧焦皮肤的作品。  

### Écriture系列与单色画运动
1967年受幼子在方格纸上涂鸦的启发，开始创作“Écriture”（描法）系列。他使用铅笔在未干的单色油彩表面重复刻画线条，通过机械性动作达到冥想与自我净化，该系列持续创作至2000年代。  
作为1970年代单色画运动的核心人物，他主张艺术应脱离西方二分法，强调“修行式创作”。其作品融合东方哲学，以重复笔触探索物质与精神的统一。  
1980年代起，采用韩国传统韩纸（hanji）替代画布。他将桑树皮制成的韩纸浸染后层层贴合，再用手指或工具压出几何线条，形成浮雕质感，解决了油画龟裂问题。  
2000年后转向“色彩描法”（Colour Ecriture），引入红、蓝等鲜艳色调，灵感源自自然景观与城市环境。  

## 艺术风格与主题
朴栖甫的艺术始终围绕“自我空无化”的理念：  
早期（19501960年代）：受战争创伤影响，作品充满撕裂感与物质性，如“原形质”系列用粗粝材质表达社会动荡。  
Écriture时期（1967起）：以单色油彩为底，铅笔线条的重复形成韵律性沟壑，呼应书法笔触与朝鲜白瓷镶嵌工艺。  
韩纸时期（1980年代后）：纸质的渗透性与手工痕迹强化了“时间累积”概念，垂直纹路象征呼吸节律。  

## 教职与教育理念
1962年至1997年任教于弘益大学，19861990年任美术学院院长。他提出革新教学方法：  
1. 禁止模仿教师或历史  
2. 鼓励学生用现成物创作  
3. 强调艺术需结合技巧与精神  
因理念争议，他于1966年一度辞职，后复职直至退休。  

## 荣誉与奖项
1984年获韩国国家艺术奖章。  
2021年被授予韩国最高文化荣誉“金冠文化勋章”。  
2005年设立“光州双年展朴栖甫艺术奖”，后因争议于2021年终止。  
作品被纽约古根海姆美术馆、伦敦泰特现代美术馆、香港M+博物馆等机构收藏。  

## 艺术市场[3]
朴栖甫是韩国市场最成功的艺术家之一，由贝浩登（2014年起）、白立方（2018年起）等国际画廊代理。  
拍卖纪录：1975年作《描法 No.377576》于2023年香港苏富比以2041万港元成交，为其最高价作品。  
市场特点：一级市场根基稳固，二级市场在20172018年达峰值，近年趋于平稳。   

## 去世与纪念
2023年10月14日因肝癌逝世于首尔，享年91岁。济州岛“朴栖甫美术馆”计划于2025年夏季开馆。  